# VI саммит БРИКС
VI саммит БРИКС проходил с 15 по 17 июля 2014 года в бразильском городе Форталеза. В саммите принимают участие главы всех государств-участниц БРИКС: Бразилии, Индии, Китая, России и ЮАР. Среди важных решений саммита — создание Банка развития БРИКС с уставным капиталом 100 миллиардов долларов и долевым участием всех членов БРИКС.

## История
Саммит глав государств БРИКС с участием Владимира Путина прошёл 15-16 июля в бразильских городах Форталеза и Бразилиа. Страны — члены БРИКС: Бразилия, Россия, Индия, Китай, Южная Африка. Соглашение об учреждении Нового банка развития и договор о создании пула условных валютных резервов стран-членов БРИКС будут подписаны на шестом саммите этой организации, сообщил министр финансов Антон Силуанов.
Предельный размер уставного капитала Банка развития составит 100 млрд $. Из этой суммы половина будет распределена между странами БРИКС.
Размещение наземных станций на территории стран БРИКС сделает систему ГЛОНАСС более конкурентоспособной, надеются российские лоббисты этой идеи. БРИКС располагает уникальным геостационарным преимуществом: страны-участницы расположены на трёх континентах.
Договор о пуле условных валют, а точнее Резервный фонд БРИКС, будет иметь функции, схожие с МВФ. В случае необходимости фонд будет оказывать финансовую помощь тем странам — членам БРИКС, которые испытывают проблемы с платёжными балансами. «Это весьма актуальная проблема в условиях волатильности мировой экономики и резкого перетока капиталов из развитых стран в новые экономики, в том числе в экономики стран БРИКС, и обратно. Именно такие резкие движения капиталов и могут породить проблемы с платёжным балансом. Так что создаваемый пул условных валютных резервов будет серьёзным амортизирующим механизмом в этой ситуации», — говорит источник в дипломатических кругах.
Капитал фонда, то есть объём ресурсов пула условных валютных резервов БРИКС, составит 100 млрд $. Размер страхового взноса в фонд был предметом спора с 2012 года. Но принципиальный подход таков: взнос должен соответствовать размеру экономики страны. Это традиционный подход, действующий, например, в Евразийском экономическом союзе: в нём основной донор — Россия. В БРИКС основную финансовую нагрузку возьмёт на себя Китай, вторая экономика мира.
Для Китая мультипликатор составит 0,5. То есть Китай, в случае необходимости, получит не 41 млрд $, а половину. Для ЮАР мультипликатор равен двум, для остальных стран — единице. «То есть 18 млрд $ — наша доля, и мы 18 млрд $ можем получить», — уточнил Силуанов. Центробанки БРИКС будут сохранять свои доли в составе своих золотовалютных резервов. Выделение финансовой помощи нуждающемуся члену БРИКС будет иметь привязку к соответствующей программе МВФ. Глава Минфина подчеркнул, что пул будет использовать два инструмента — один превентивный инструмент для поддержания ликвидности в кризисное время и один — постфактум.
Каждая страна, решившая обратиться за помощью, должна обосновать свою заявку, указав, что испытывает проблемы с оттоком капитала, давлением на валютных рынках и резким снижением курса национальной валюты. Вместе с тем министр оговорился, что «никаких определённых критериев (для получения ликвидности) нет». Страна — член БРИКС будет иметь право не участвовать в формировании фонда. Глава Минфина добавил, что документ, который планируют подписать лидеры БРИКС, — это рамочное соглашение, не влекущее за собой прямых обязательств.
На некоторую аморфность структуры БРИКС и рекомендательный характер решений указывают и российские эксперты. По данным Всемирного банка, суммарный ВВП стран БРИКС в 2013 году составил 15,75 трлн $, или около 18 % мирового ВВП, население пяти стран — 3 млрд человек. «При этом темпы роста развивающихся стран, даже с учётом текущего замедления, всё равно значительно выше, чем в США и большинстве европейских стран. С течением времени с этим блоком всё больше придётся считаться», — говорит Дарья Желаннова, заместитель директора аналитического департамента «Альпари».
«Сейчас страны БРИКС действительно озабочены спадом своих экономик, но саммит поможет сплотить ряды, нарастить товарооборот и поднять значимость организации на международной арене» — сказал «Газете.Ru» Джейшри Сенгупта, старший научный сотрудник Observer Research Foundation в Нью-Дели (Индия).
«Создание Нового банка развития и пула условных валютных резервов стран БРИКС — это не цель, а видимый результат сотрудничества, которое активно развивается по трём десяткам направлений», — солидарен бразильский шерпа Граса Лима. По его словам, «сейчас было бы, возможно, преувеличением, но отнюдь не абсурдом говорить о рождении новой международной финансовой системы», сравнимой с той, что была создана в Бреттон-Вудсе в 1944 году и в главных чертах действует по сей день.
Наиболее ощутимую выгоду от создания финансовых институтов БРИКС получит прежде всего Россия. И дело не в том, что Россия нуждается в стабилизационных кредитах, а в том, что России крайне необходима диверсификация своих рынков и укрепление отношений со странами-партнёрами. «Такая необходимость продиктована обострением политической ситуации в мире и агрессивной риторикой США и ЕС в отношении Москвы», — добавляет Желаннова из «Альпари».
На саммите было подтверждено решение о создании сетевого Университета БРИКС.

## Приглашённые лидеры
- : Фернандес де Киршнер, Кристина[2][3][4][5],
- : Эво Моралес,
- : Мишель Бачелет,
- : Хуан Мануэль Карлос,
- : Рафаэль Корреа,
- : Дональд Рамотар,
- : Орасио Картес,
- : Ольянта Умала,
- : Деси Бутерсе,
- : Хосе Мухика,
- : Николас Мадуро